# Der große Kampf der kleinen Janice
Der große Kampf der kleinen Janice (Originaltitel Why, Charlie Brown, Why?) ist ein US-amerikanischer Fernsehfilm aus dem Jahr 1990. Er ist die 33. auf den Peanuts-Comics basierende Fernsehproduktion und handelt von Linus’ Hilflosigkeit angesichts der Krebserkrankung einer guten Freundin.
Der Film entstand auf Initiative der Kinderkrankenschwester Sylvia Cook, die krebskranken Patienten deren Situation verständlich erklären wollte. Eigentlich sollte er zunächst fünf Minuten lang sein und nur in Krankenhäusern gezeigt werden. Der Erfinder der Comicreihe Charles M. Schulz konnte allerdings mit Unterstützung der American Cancer Society den Peanuts-Stammsender CBS davon überzeugen, einen Fernsehfilm über dieses Thema zu produzieren.
Der große Kampf der kleinen Janice wurde in den USA am 16. März 1990 auf CBS zum ersten Mal gesendet, in Deutschland im Jahr 2000 auf Sat.1. Er wurde auf drei Peanuts-DVD-Sammlungen veröffentlicht.

## Handlung
Charlie Brown und Linus haben eine neue Klassenkameradin namens Janice Emmons, für die Linus schwärmt. Eines Tages warten die drei mit Charlies Schwester Sally und seinem Hund Snoopy an der Haltestelle auf den Schulbus. Als Snoopy als erster einsteigen will, wird er rausgeschmissen und fährt darum auf der hinteren Stoßstange mit. Danach steigt Janice ein, wobei sie sich den Arm versehentlich am Geländer stößt und eine Prellung erleidet, was ihr in letzter Zeit häufiger passiert. Im Unterricht fühlt sich Janice plötzlich müde und fiebert. Deswegen wird sie zunächst zur Schulkrankenschwester geschickt und wenig später von ihrer Mutter abgeholt. Drei Tage später erfährt die Klasse, dass Janice im Krankenhaus liegt.
Nach der Schule geht Snoopy in die Klinik, gibt sich als Chirurg aus und plündert die Cafeteria. Unterdessen besuchen Charlie und Linus Janice. Sie eröffnet ihnen, an Leukämie zu leiden. Als Charlie daraufhin fragt, ob sie sterben werde, wird er von Linus zurechtgewiesen. Allerdings reagiert Janice gelassen, da sie den Ärzten dieselbe Frage gestellt habe. Sie schildert, wie sie jeweils einer Blutuntersuchung, Knochenmarkpunktion sowie Röntgenaufnahme unterzogen wurde, und erklärt den beiden die Funktion ihres Tropfs. Janice muss eine Chemotherapie machen und ist zuversichtlich, bald zu genesen und die Schule besuchen zu können, weil sie schaukeln und ihre Freunde wiedersehen will.
Auf dem Nachhauseweg verhält sich Linus für ihn ungewöhnlich bekümmert. Er fragt Charlie frustriert nach dem Grund für Janices Krankheit, der darauf jedoch keine Antwort findet. Nachdem sich Charlie und Linus trennen, sinniert Letzterer zum Gospellied Farther Along immer noch verzweifelt über Janices Situation. Zuhause angekommen erzählt er seiner Schwester Lucy von Janices Situation, die sich dafür aber nicht interessiert. Nachdem Lucy sich von Linus ein Glas Milch bringen lässt, geraten die beiden in Streit, als er erwähnt, Janice in der Schule berührt zu haben. Trotz der Erklärungsversuche ihres Bruders glaubt Lucy, dass Krebs ansteckend sei; Janice leide daneben nur aufgrund ihrer „unheimlichen“ Art an der Krankheit. Als sie ihn deswegen entsetzt auffordert, das Milchglas wegzubringen, weigert sich Linus, da er sich nicht mit Lucys Gemeinheit anstecken wolle.
Einige Monate später kann Janice im Winter wieder die Schule besuchen, hat aber durch die Chemotherapie ihre Haare verloren und verdeckt ihre Kahlheit mit einer Mütze. Auf dem Schulhof macht sich ein Junge über ihre Kopfbedeckung lustig, nimmt sie ihr ab und verspottet Janice. Linus konfrontiert ihn aufgebracht, erklärt ihm den Grund für Janices Kahlheit und fragt ihn, wie er sich in ihrer Situation fühlen würde, worauf sich der Junge reumütig entschuldigt. Kurz vor Weihnachten will Linus Janice besuchen und ihr ein Geschenk bringen. Dort begegnet er ihren Schwestern, die ihm erzählen, dass sie sich erneut im Krankenhaus Behandlungen unterziehen lassen muss. Sie gestehen Linus, sich seit Janices Krankheit von den Eltern vernachlässigt zu fühlen. Nachdem sie ihm ihren Frust mitgeteilt haben, erklären sie Linus, sich dennoch ebenfalls um ihre Schwester zu sorgen und ihre Eltern durchaus zu verstehen. Er lässt schließlich sein Geschenk bei ihnen und geht.
Im Frühjahr trifft Linus auf Janice, die eine Überraschung für ihn habe. Die beiden begeben sich zu Janices Lieblingsschaukeln, wo sie ihn bittet, ihr Schwung zu geben. Dabei fällt ihre Mütze zu Boden, wodurch zu Linus’ großer Freude die nachgewachsenen Haare der lachenden Janice sichtbar werden.

## Besetzung
Die zweite Synchronisation des Films wurde bei der FFS Film- & Fernseh-Synchron nach einem Dialogbuch von Andrea Pichlmaier und unter der Dialogregie von Madeleine Stolze erstellt.
| Figur                    | Originalsprecher  | Synchronsprecher (2. Synchro) |
| ------------------------ | ----------------- | ----------------------------- |
| Charlie Brown            | Kaleb Henley      | Andreas Hagl                  |
| Linus Van Pelt           | Brandon Stewart   | Vincent Kuplien               |
| Sally Brown              | Adrienne Stiefel  | Franziska Hartmann            |
| Lucy Van Pelt            | Jennifer Banko    | Laura Jenni                   |
| Janice Emmons            | Olivia Burnette   | Hanna Göhrle                  |
| Junge auf dem Schulhof   | Dion Zamora       | Benedikt Wintermeyer          |
| Janices kleine Schwester | Britanny Thornton | Katharina Löw                 |
| Janices große Schwester  | Lindsay Sloane    | Lia Jung                      |
| Snoopy                   | Bill Meléndez     | Bill Meléndez                 |
| Woodstock                | Bill Meléndez     | Bill Meléndez                 |

## Produktion
Im Dezember 1985 erhielt der Peanuts-Erfinder Charles M. Schulz von der Kinderkrankenschwester Sylvia Cook einen Brief. Cook, die am Lucile Packard Children’s Hospital in Palo Alto tätig war, sah sich bei ihrer Arbeit mit teils noch sehr jungen Patienten konfrontiert, die nicht vollständig verstanden, was ihre Krebserkrankungen genau zu bedeuten hatten. Da der Großteil dieser Betroffenen die Serie mochte, schlug Cook Schulz vor, einen Peanuts-Kurzfilm über das Thema Krebs zu produzieren, um unter der Krankheit leidenden Kindern ihre Situation verständlich zu erläutern und sie so zu trösten.
Schulz hatte bereits selbst Erfahrungen mit dem Thema Krebs gemacht, da seine Mutter kurz vor seinem Einsatzbeginn im Zweiten Weltkrieg der Krankheit erlegen war (Schulz selbst starb zehn Jahre nach Veröffentlichung des Films an einem kolorektalen Karzinom). Er rief Cook sofort nach Erhalt des Briefs an und zeigte sich gegenüber der Idee offen. Allerdings erklärte er, nichts über Krebserkrankungen bei Kindern zu wissen, zudem sei selbst die Produktion eines kurzen Animationsfilms sehr teuer. Cook initiierte deswegen eine Spendenaktion und wandte sich an die American Cancer Society (ACS). Einige von deren Mitarbeitern sowie ein Kinderonkologe erläuterten Schulz neben Symptomen vor allem die emotionalen Belastungen, mit denen junge Krebspatienten zu kämpfen haben.
Schulz begann nach diesen Gesprächen mit dem Verfassen des Drehbuchs, wobei er Cook als Beraterin mit einbezog. Auch deswegen war die Atmosphäre des Skripts bis auf einige humorvolle Szenen mit Snoopy und Woodstock für die Serie untypisch ernst. So wird die Hauptfigur Janice wegen ihrer durch die Chemotherapie verursachten Kahlheit schikaniert und hat mit der Eifersucht ihrer Geschwister sowie dem Unverständnis Gleichaltriger zu kämpfen, laut Cook reale Situationen krebskranker Kinder. Vermutlich aus demselben Grund ist Der große Kampf der kleinen Janice der bisher einzige Peanuts-Fernsehfilm, in dem Linus’ Markenzeichen, seine Schmusedecke, nicht zu sehen ist.
Schulz entschied sich schließlich dazu, nicht wie zunächst geplant einen privat finanzierten, nur für Krankenhäuser gedachten Kurzfilm, sondern einen normal langen Fernsehfilm zu produzieren. Der Stammsender CBS zögerte zunächst, da es Zweifel gab, ob die Peanuts der Ernsthaftigkeit des Themas gerecht werden konnten. Allerdings ließen sich die Verantwortlichen schließlich durch Schulz’ Engagement für das Projekt überreden. Zudem sei Der große Kampf der kleinen Janice nach Ansicht des Executive Producer Lee Mendelson auch eine gute Gelegenheit gewesen, der Öffentlichkeit zu zeigen, dass die Peanuts nicht nur pure Unterhaltung seien.
Die ACS verwendete das am Anfang der Produktionsphase gesammelte Geld für die Anfertigung von Kassetten des Films. Diese verteilte sie kostenlos an Kliniken in den Vereinigten Staaten sowie Zweigstellen der Organisation, in denen die Videos von Schulen und Kinderhilfsvereinen ausgeliehen werden konnten. Helen Crothers, Geschäftsführerin der kalifornischen ACS-Zweigstelle, erklärte, dass sich die Situation krebskranker Kinder in den 1980er Jahren aufgrund modernerer Behandlungsmöglichkeiten zwar stark verbessert habe. Jedoch gebe es über die Erkrankung immer noch viele Ängste und Fehlvorstellungen, weswegen der Film die bislang beste Möglichkeit sei, Irrtümer über Krebs kindgerecht richtigzustellen. Die Kassetten wurden später zudem von der The Leukemia & Lymphoma Society verwendet, die (zumeist junge) Krebspatienten und deren Familien unterstützt.

## Veröffentlichung
Der große Kampf der kleinen Janice wurde am 16. März 1990 erstmals auf CBS ausgestrahlt. Er wurde von 15 Millionen Zuschauern gesehen, was einem Nielsen Rating von 8,7 beziehungsweise einem Marktanteil von 16 Prozent entsprach. Im Zuge eines damaligen Kinder-Leseprogramms veröffentlichte CBS das Drehbuch der Produktion sowie dazugehöriges Lernmaterial zur Verwendung im Unterricht. Zudem brachte Charles M. Schulz kurz vor der Fernsehpremiere ein 64 Seiten langes, auf dem Film basierendes Buch mit dem Titel Why, Charlie Brown, Why? A Story About What Happens When a Friend is Very Ill heraus, das ein Vorwort von Paul Newman erhielt. Dessen Nachdrucke (ohne Vorwort) erschienen in den Jahren 1991, 2002 und 2005. In Deutschland wurde das Buch 1995 unter dem Titel Warum, Charlie Brown, warum?: Der große Kampf der kleinen Janice veröffentlicht.
Der große Kampf der kleinen Janice wurde in den Vereinigten Staaten Ende der 1990er Jahre zusammen mit der Fernseh-Musicalverfilmung You’re a Good Man, Charlie Brown aus dem Jahr 1985 im Laserdisc-Format und später auch von Paramount Home Video auf einer eigenen VHS-Kassette veröffentlicht. Zudem erschien der Film 2015 auf der DVD-Sammlung Peanuts: Emmy Honored Collection und ist bei ITunes verfügbar.
In Deutschland wurde Der große Kampf der kleinen Janice am 24. Juni 2000 auf Sat.1 erstmals im Fernsehen gesendet und dort von 2001 bis 2003 viermal wiederholt. Weiterhin erschien die Produktion in Deutschland auf drei Peanuts-DVD-Kollektionen.

## Rezeption
Ken Tucker beschrieb Der große Kampf der kleinen Janice in der Entertainment Weekly als mitunter steif und pedantisch, was für zur Belehrung gedachte Kunst typisch sei. Allerdings seien einige Momente, in denen die etablierten Persönlichkeiten der Peanuts verwendet werden, um geläufige Einstellungen über und Reaktionen auf Krebs darzustellen, dennoch gelungen. Tucker führte als Beispiele Charlies Unbeholfenheit in der Krankenhaus-Szene oder Lucys unleidliche Meinung über die Krebspatientin an. Simon Abrams von New York platzierte die Produktion in einer Rangliste der Peanuts-Fernsehfilme auf dem 20. von 45 Plätzen. Obwohl er etwas zu rührselig sei, funktioniere Der große Kampf der kleinen Janice trotzdem, da das Publikum einfach mit der Hauptfigur mitfühlen müsse und am Ende zu Tränen gerührt sei. Lynne Heffley befand in der Los Angeles Times, dass die Stimmung des Films überraschend gedämpft sei. Zwar lockere Snoopy die Stimmung mit einigen seiner üblichen Träumereien auf, was aber absolut nebensächlich sei. Dem jungen Publikum würden einfache Informationen über Krebs übermittelt und eine Lektion in Sachen Einfühlsamkeit erteilt. Bei Zuschauern ohne Vorkenntnisse wären elterliche Erklärungen vor und nach dem Ansehen angebracht.
Nach Einschätzung der Schulz-Biografin Rheta Grimsley Johnson in ihrem Buch Good Grief: The Story of Charles M. Schulz sei Der große Kampf der kleinen Janice Schulz’ Meisterwerk.

## Nominierungen
Der große Kampf der kleinen Janice wurde 1990 für den Humanitas-Preis in der Kategorie 30 Minute Network or Syndicated Television nominiert. Im selben Jahr erhielt der Film eine Nominierung für einen Emmy in der Sparte Bestes animiertes Kurzprogramm.